# Gypsophila olympica
Gypsophila olympica är en nejlikväxtart som beskrevs av Pierre Edmond Boissier. Gypsophila olympica ingår i släktet slöjor, och familjen nejlikväxter. Inga underarter finns listade i Catalogue of Life.